# Лонгіда
Лонгіда (ісп. Lónguida, баск. Longida) — муніципалітет в Іспанії, у складі автономної спільноти Наварра. Населення — 315 осіб (2009).
Муніципалітет розташований на відстані близько 320 км на північний схід від Мадрида, 22 км на схід від Памплони.
На території муніципалітету розташовані такі населені пункти: (дані про населення за 2009 рік)
- Акотайн: 4 особи
- Аос: 58 осіб
- Артахо/Арташо: 39 осіб
- Аянс/Аянц: 7 осіб
- Екай-де-Лонгіда/Екай-Лонгіда: 85 осіб
- Ердосайн/Ердоцайн: 1 особа
- Ескай: 0 осіб
- Горріс/Горріц: 0 осіб
- Ітойс/Ітойц: 9 осіб
- Хаверрі/Шаберрі: 2 особи
- Ларрангос/Ларрангоц: 3 особи
- Ліберрі: 5 осіб
- Меос/Меоц: 12 осіб
- Мугета: 0 осіб
- Мурільйо-де-Лонгіда/Мурелу-Лонгіда: 34 особи
- Олаберрі: 0 осіб
- Олета: 0 осіб
- Орбайс/Орбайц: 0 осіб
- Рала/Еррала: 3 особи
- Улі-Бахо/Улібейті: 1 особа
- Вільянуева-де-Лонгіда/Іріберрі-Лонгіда: 24 особи
- Вільявета/Більябета: 28 осіб
- Сарік'єта: 0 осіб
- Суасті-де-Лонгіда/Суасті-Лонгіда: 0 осіб
- Суса/Суца: 0 осіб

## Демографія
Динаміка населення (INE ):

## Галерея зображень

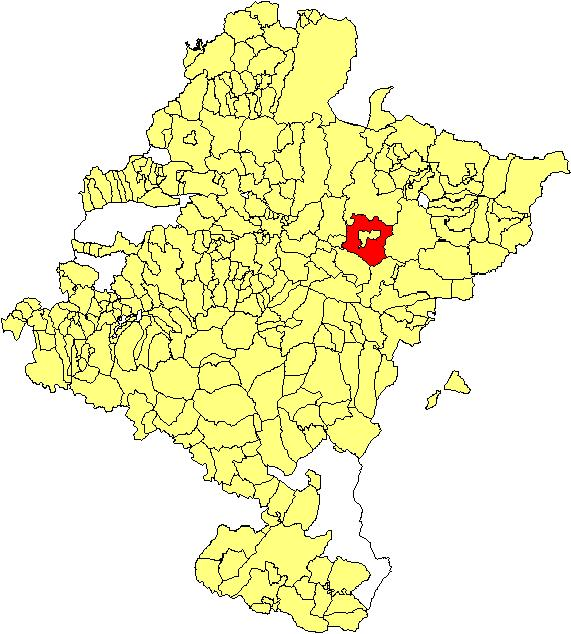
Розташування муніципалітету